# 彰化縣消防局
彰化縣消防局，為中華民國臺灣省彰化縣最高消防行政機關，負責彰化縣的消防救災事宜。

## 沿革[1]
- 1994年1月，行政院審查「內政部消防署計畫書」時決議，於內政部下設消防署、省（市）政府下設消防處（局）、縣（市）政府下設消防局，以建全災害防救體系及能力。

- 1998年4月，臺灣省政府公布「台灣省各縣市消防局組織規程準則」，作為各縣市政府設置消防局之依據。同年6月26日，彰化縣政府召開消防局組織規程暨組織編制草案會議。

- 1998年9月23日，彰化縣議會審議通過「彰化縣消防局組織規程暨彰化縣消防局編制表」草案，完成法定程序。
- 1998年10月9日，彰化縣政府訂定發布「彰化縣消防局組織規程」，並函報臺灣省政府備查。

- 1999年1月10日，「彰化縣消防局組織規程暨彰化縣消防局編制表」，函報考試院備查。

- 1999年3月6日，彰化縣消防局正式成立。

- 2003年10月，增設鹿鳴分隊。

- 2004年3月及7月，增設災害管理課。

- 2006年1月1日，因應台76線八卦山隧道通車需要，新增林厝分隊。

- 2007年7月，配合地方制度法第六十二條修正案，原一級單位名稱「課」改「科」，主管職稱「課長」改「科長」，屬員職稱「課員」改「科員」。

- 2011年6月，配合內政部規劃人力需求及因應近來全球氣候異常，新增第五大隊。

## 歷任首長
| 任 別 | 姓 名  | 任職期間                      | 備註                                                       |
| ----- | ------ | ----------------------------- | ---------------------------------------------------------- |
| 1     | 黃光華 | 1999年3月6日－2008年          | 原任彰化縣警察局消防隊隊長                                 |
| 2     | 蕭嘉政 | 2008年5月－2017年3月          | 中央警察大學49期消防學系 原任彰化縣消防局局長 任內申請退休 |
| 3     | 李永福 | 2017年3月－2018年12月31日     | 原任彰化縣消防局副局長 後調任內政部消防署緊急救護組組長    |
| 4     | 蕭嘉政 | 2019年1月2日－2020年10月11日  | 退休後以政務官回任 2020年10月因家庭因素請辭                |
| 代理  | 邱聰佳 | 2020年10月12日－2021年11月3日 | 副局長代理，因喬友大樓火警一事，於2021年11月3日解除代理    |
| 代理  | 林田富 | 2021年12月2日－2021年12月13日 | 副縣長代理，僅到任12天                                     |
| 5     | 施順仁 | 2021年12月13日－現任          | 原任第三大隊長                                             |

## 組織編制[6]
- 局長1人（警監或簡任第十至第十一職等）
  - 副局長1人（警正或薦任第九職等）
  - 秘書2人（警正或薦任第七到八職等）

### 局內單位
- 災害預防科
- 火災調查科
- 災害搶救科
- 災害管理科
- 緊急救護科
- 教育訓練科
- 救災救護指揮科
- 行政科
- 人事室
- 會計室
- 政風室
- 車輛保養場

### 外勤單位
設有5個外勤救災救護大隊（下設31個分隊）
| 大隊                              | 大隊部位置                   | 所轄分隊     | 分隊位置 | 備註             |
| --------------------------------- | ---------------------------- | ------------ | -------- | ---------------- |
| 第一救災救護大隊                  | 彰化市中山路三段266號3樓     | 彰化分隊     | 彰化市   |                  |
| 第一救災救護大隊                  | 彰化市中山路三段266號3樓     | 彰化東區分隊 | 彰化市   | 與大隊部合署辦公 |
| 第一救災救護大隊                  | 彰化市中山路三段266號3樓     | 花壇分隊     | 花壇鄉   |                  |
| 第一救災救護大隊                  | 彰化市中山路三段266號3樓     | 芬園分隊     | 芬園鄉   |                  |
| 第一救災救護大隊                  | 彰化市中山路三段266號3樓     | 和美分隊     | 和美鎮   |                  |
| 第一救災救護大隊                  | 彰化市中山路三段266號3樓     | 伸港分隊     | 伸港鄉   |                  |
| 第一救災救護大隊                  | 彰化市中山路三段266號3樓     | 線西分隊     | 線西鄉   |                  |
| 第二救災救護大隊                  | 員林市員林大道六段200號4樓   | 員林分隊     | 員林市   |                  |
| 第二救災救護大隊                  | 員林市員林大道六段200號4樓   | 員林西區分隊 | 員林市   | 與大隊部合署辦公 |
| 第二救災救護大隊                  | 員林市員林大道六段200號4樓   | 大村分隊     | 大村鄉   |                  |
| 第二救災救護大隊                  | 員林市員林大道六段200號4樓   | 永靖分隊     | 永靖鄉   |                  |
| 第二救災救護大隊                  | 員林市員林大道六段200號4樓   | 田中分隊     | 田中鎮   |                  |
| 第二救災救護大隊                  | 員林市員林大道六段200號4樓   | 社頭分隊     | 社頭鄉   |                  |
| 第二救災救護大隊                  | 員林市員林大道六段200號4樓   | 二水分隊     | 二水鄉   |                  |
| 第三救災救護大隊                  | 鹿港鎮建國路489號3樓         | 鹿港分隊     | 鹿港鎮   |                  |
| 第三救災救護大隊                  | 鹿港鎮建國路489號3樓         | 福興分隊     | 福興鄉   |                  |
| 第三救災救護大隊                  | 鹿港鎮建國路489號3樓         | 秀水分隊     | 秀水鄉   |                  |
| 第三救災救護大隊                  | 鹿港鎮建國路489號3樓         | 溪湖分隊     | 溪湖鎮   |                  |
| 第三救災救護大隊                  | 鹿港鎮建國路489號3樓         | 埔心分隊     | 埔心鄉   |                  |
| 第三救災救護大隊                  | 鹿港鎮建國路489號3樓         | 埔鹽分隊     | 埔鹽鄉   |                  |
| 第三救災救護大隊                  | 鹿港鎮建國路489號3樓         | 鹿鳴分隊     | 鹿港鎮   | 與大隊部合署辦公 |
| 第四救災救護大隊                  | 埤頭鄉安康街100號3樓         | 北斗分隊     | 北斗鎮   |                  |
| 第四救災救護大隊                  | 埤頭鄉安康街100號3樓         | 田尾分隊     | 田尾鄉   |                  |
| 第四救災救護大隊                  | 埤頭鄉安康街100號3樓         | 溪州分隊     | 溪州鄉   |                  |
| 第四救災救護大隊                  | 埤頭鄉安康街100號3樓         | 埤頭分隊     | 埤頭鄉   | 與大隊部合署辦公 |
| 第四救災救護大隊                  | 埤頭鄉安康街100號3樓         | 二林分隊     | 二林鎮   |                  |
| 第四救災救護大隊                  | 埤頭鄉安康街100號3樓         | 竹塘分隊     | 竹塘鄉   |                  |
| 第四救災救護大隊                  | 埤頭鄉安康街100號3樓         | 大城分隊     | 大城鄉   |                  |
| 第四救災救護大隊                  | 埤頭鄉安康街100號3樓         | 芳苑分隊     | 芳苑鄉   |                  |
| 第四救災救護大隊                  | 埤頭鄉安康街100號3樓         | 漢寶分隊     | 芳苑鄉   |                  |
| 第五救災救護大隊 （特種搜救大隊） | 員林市員南路420巷66弄25號2樓 | 林厝分隊     | 員林市   | 與大隊部合署辦公 |

## 外部連結
- 彰化縣政府消防局 （页面存档备份，存于）（中文）（英文）
- 彰化縣消防局的Facebook專頁